# Vahlia
Vahlia is een geslacht van kruiden en dwergstruiken uit de familie Vahliaceae. De soorten komen voor in Afrika en op het Indisch subcontinent.

## Soorten
- Vahlia capensis (L.f.) Thunb.
- Vahlia dichotoma (Murray) Kuntze
- Vahlia digyna (Retz.) Kuntze
- Vahlia geminiflora (Caill. & Delile) Bridson
- Vahlia somalensis Chiov.